# オール・セインツ (グループ)

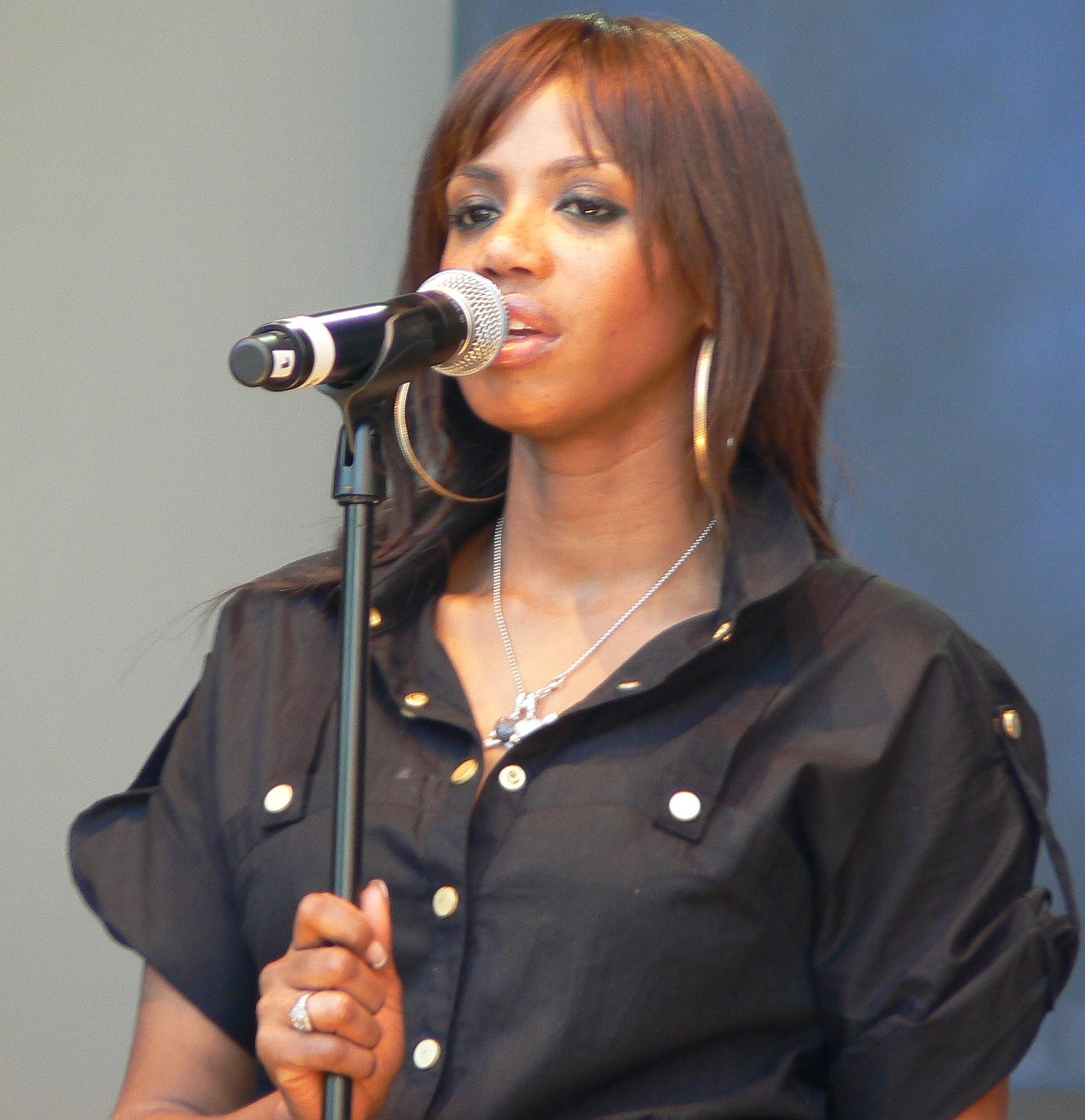
シャズネ・ルイス

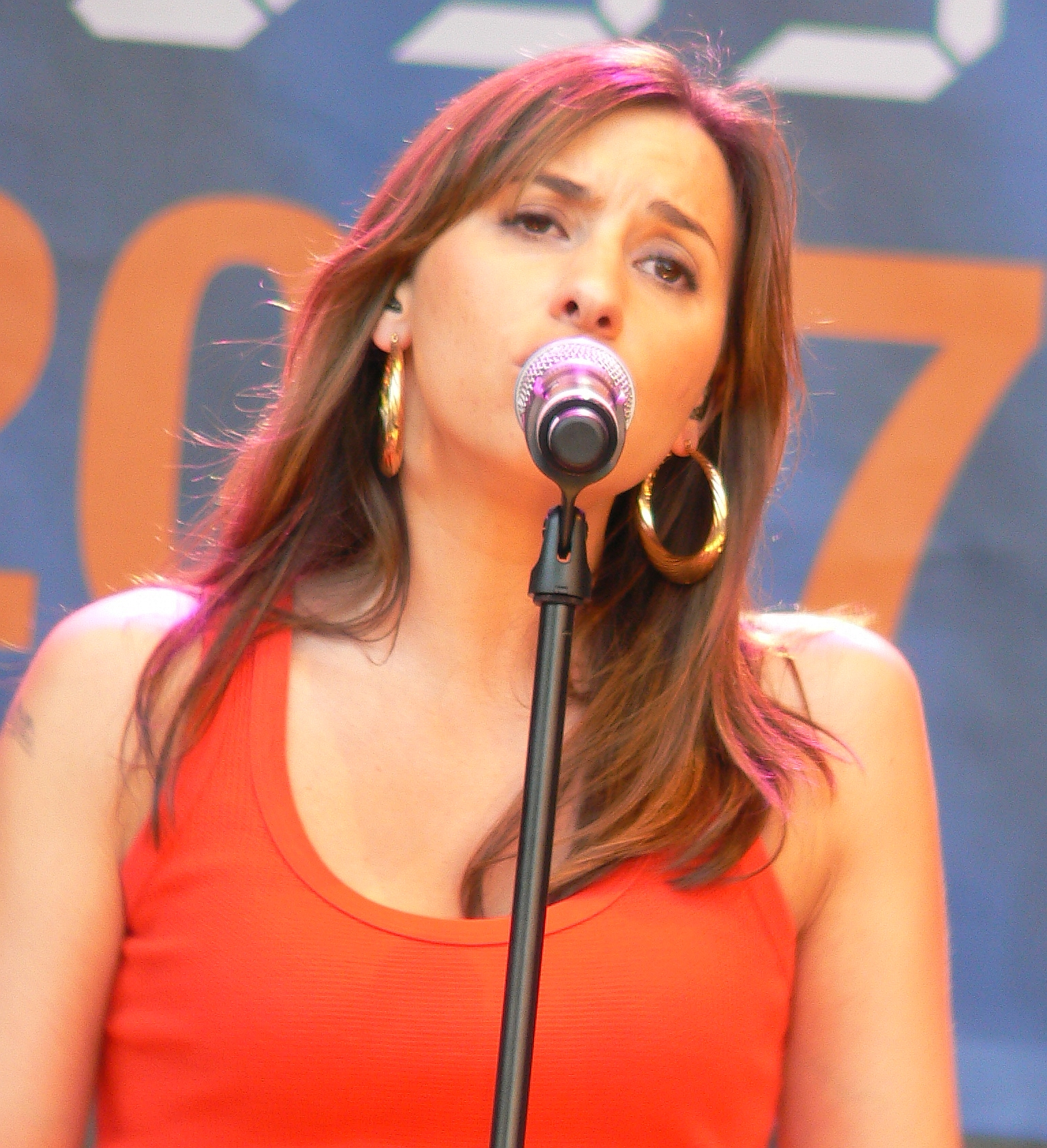
メラニー・ブラット

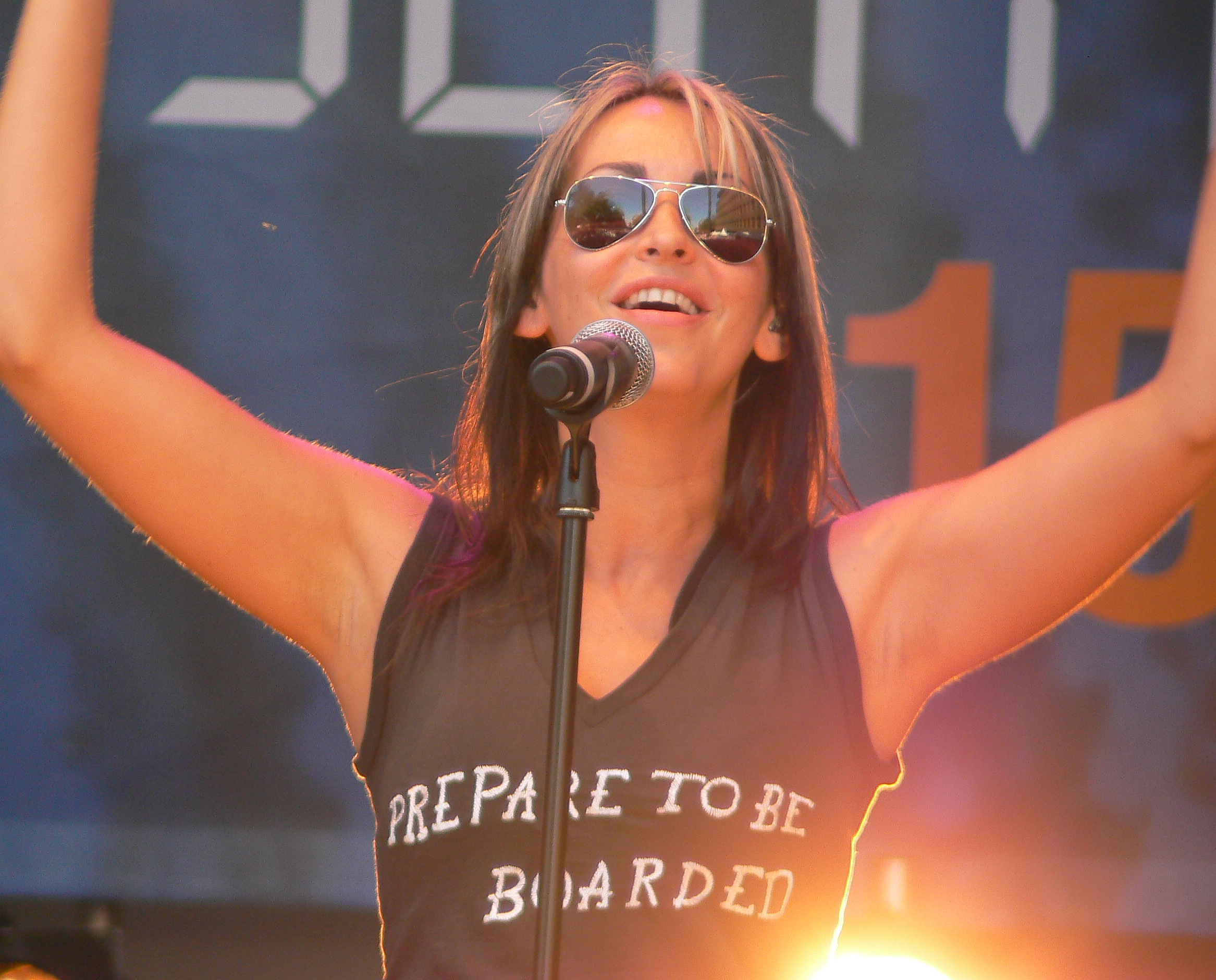
ナタリー・アップルトン

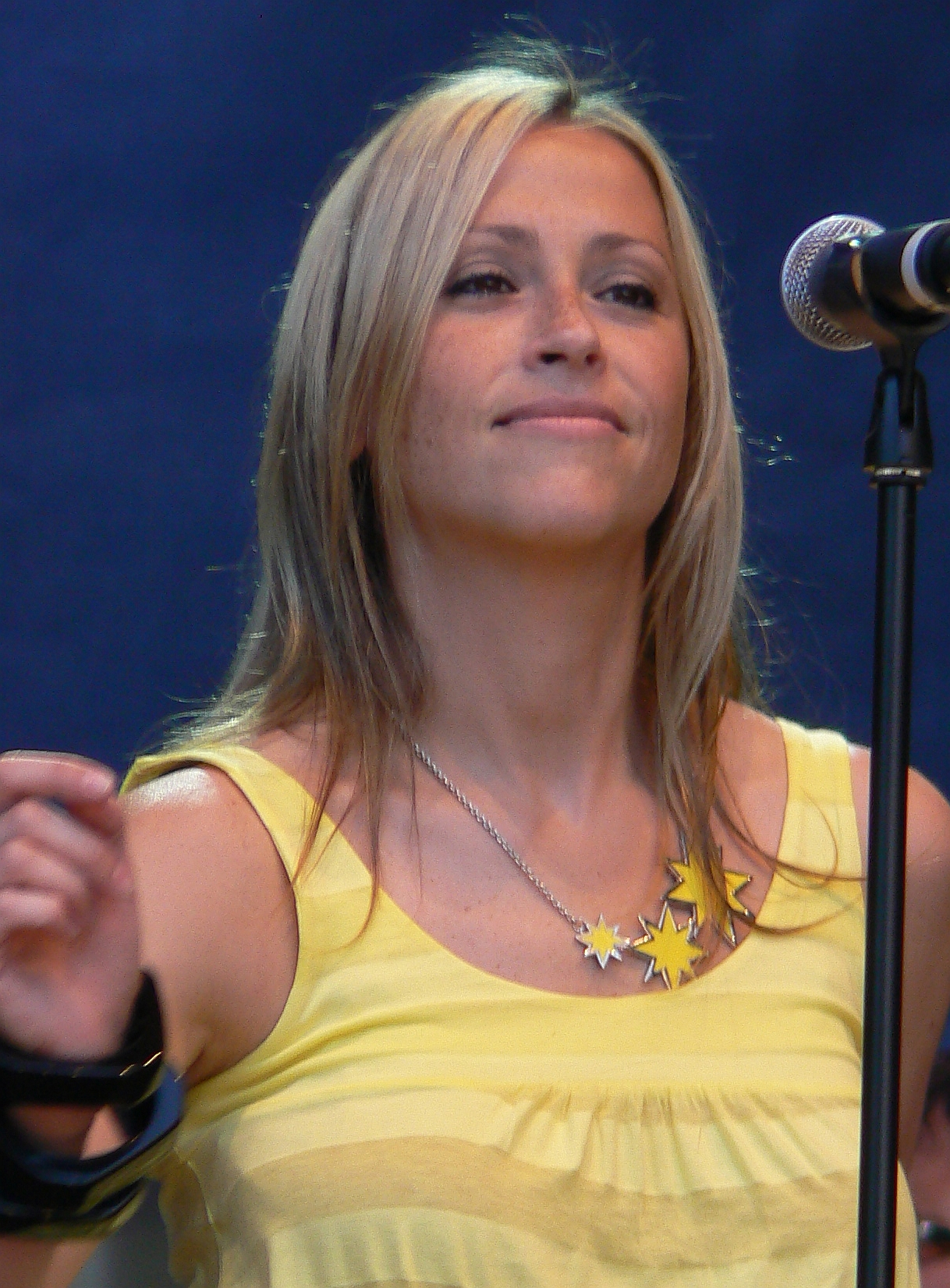
ニコール・アップルトン

オール・セインツ（All Saints）は、イギリス・ロンドン出身の4人組女性音楽グループである。1990年代にイギリスで最も成功したポップ・グループのひとつで、5曲のナンバー1ヒットを含む9曲のトップ10シングルを発表し、世界で1,000万枚以上の売上を記録した。

## 来歴

### 1993年
メラニー・ブラット、シャズネイ・ルイスシモーネ・レインフォードはZTTレコード、そしてSugababesの音楽マネージャーであるRon Tomは、このトリオはグループになるべきだと決めました。「名前の1つはSpiceだったが、十分ではないと思う」とシモーネが語った。彼らが考えた他の名前のいくつかには、SlinkyとShiftyが含まれていたが、最終的に、All Saints 1.9.7.5になった。

### 1994年
All Saints 1.9.7.5名義シングル「Silver Shadow」をリリースするも、チャートの下位地域でのみピークに達し、さらに、シモンはジャズネイ、メラニーとの不仲もあり、その後1995年にグループを脱退。2人組となりシングル「If You Wanna Party (I Found Lovin')」をリリースをもって、ZTTレコードとの契約解除となる。ジャズネイ、メラニーはシモンの後任を探した。

### 1996年
5月、メラニーとジェズネイはニコール・アップルトンに出会い、「私たちは彼女にすべてのことを説明し、彼女が気に入ったいくつかのデモを演奏しました」と彼女は言い。「彼女はレストランのトイレで私に歌い、私たちはすぐに彼女が完璧だと分かりました。私は「かっこいい！彼女は参加できる！そして、それはそれでした。ニコールの姉、ナタリー・アップルトンは、最初はバンドのマネージャーになるという考えを熟考しました。4人の歌手はOutlaw Posseの元バンドメンバーであるKarl "K-Gee" Gordonと出会いました。バンドは新しいレコード契約を探し始めましたが、ほとんどのレコードレーベルは、その頃に国際的なセンセーションを巻き起こしていたスパイス・ガールズをモデルにしたいと考えた。ロンドン・レコードに移転し、ジョン・ベンソンが1996年11月にレコーディング契約を締結した。オールセインツは、ゴードンを含むプロデューサーとともに、デビューアルバム「 All Saints」を録音を開始した。

### 1997年
8月25日、1stシングル「I Know Where It's At」は、UKシングルチャートで4位を記録。
11月10日、2ndシングル「 Never Ever」は世界中で発売され、英国とオーストラリアで1位をピークにしました。このシングルはイギリスだけで120万枚を売り上げた（ダブルプラチナ認定を受けたBritish Phonographic Industry）で、1998年にグループで2つのブリット・アワードにて、ブリティッシュ・シングル・オブ・ザ・イヤー、および、ブリティッシュ・シングル・ビデオ・ザ・イヤーを受賞。
11月24日、1stアルバム「 All Saints」がリリースされ、2位に達した英国アルバムチャート、英国で150万枚の売上でBPI認定5回プラチナを獲得し、このアルバムは、オーストラリア（ダブルプラチナ、14万枚を売り上げた）、カナダ（トリプルプラチナ、30万枚）、そしてオールセインツがRIAAから100万枚の売り上げでプラチナ認定を受け、ビルボードホット100でトップ40シングルを2枚制作した米国などの国で成功を収めた。

### 1998年
4月27日、3rdシングル及び両A面シングル「Under the Bridge / Lady Marmalade」は2枚目の英国ナンバーワンシングルとなり、40万枚を売り上げてゴールド認定された。
8月31日、4thシングル「Bootie Call」も1位になり、20万枚を売り上げた。
11月、MTVヨーロッパミュージックアワードのベストブレイクスルーアーティスト賞を受賞し、式典で演奏しましたが、メラニーは妊娠のために欠席。11月23日、5thシングル「War of Nerves」をリリースを最後に活動休止に入る。

### 2000年
2月14日、6thシングル「Pure Shores」は、イギリスで4枚目のナンバーワンシングルとなり、2000年に824,000枚を売り上げ、2番目に売れたシングルとなった。
10月2日、7thシングル「Black Coffee」は、イギリスでの5枚目で最後のナンバーワン・シングルとなり、23万枚を売り上げた。
10月26日、2ndアルバム「Saints & Sinners」は、最終的に60万枚以上の売り上げで英国でダブルプラチナ認定を受けた。

### 2001年
1月27日、8thシングル「All Hooked Up」は7位を記録するも翌月、「自分たちの間の空気をクリアにできる」ために活動休止を発表した。メラニーは、その年の後半に、グループの財政的およびビジネス面での困難を理由に、改革するかどうかは不確実であると述べ、シャズネイは後に、解散のきっかけは、写真撮影で誰が特定のジャケットを着るかをめぐる意見の相違だったと説明した。「私は、ジャケット事件でグループ終了にお金をかけることは何百万年もありません。しかし、その事件が起こったとき、それはとても強く燃え上がり、それは終わったに違いない。そして、当時の私のやり方、私たちがその時に入った状態、彼女がその愚かなジャケットを手に入れる方法はありませんでした。」
11月5日、ロンドン・レコードはベスト・アルバムである「All Hits」のリリースを最後に解散した。

### 2006年
1月24日、バンドが再結成を発表し、Parlophoneとのレコード契約を結んだことが発表された。
9月25日、9thシングル「Rock Steady」は、UKシングルチャートで3位を記録。
11月5日、3rdアルバム「Studio 1」はアルバムチャートに40位とリリースに大きく及ばなかったが英国レコード産業（BPI）からゴールド認定を受けた。

### 2007年
2月26日、10thシングル「Chick Fit」はプロモーション出演と物理的なリリースはキャンセルされ、トップ200には到達できなかった。その後、Parlophoneとは契約終了、予定していた英国ツアーが中止と報じられました。メラニーはインタビューで再会の失敗について話し合った2012年のi-Dマガジン：「私はそれが正しい理由で行われたとは思わない...私はお金のためにそれをしたことを知っています。私たちは再び音楽を作る前に契約を結びました。世界に返すものがあるとは感じませんでした...私たちは機会を与えられ、あまり考えずにそれをつかみました。彼女はまた、バンドが成功したことに決して満足せず、「それは必ずしも当初の計画ではなく、多くの妥協が関係していた」と述べた。

### 2013年
5月25日、結成時のメンバーであったシモン・レインフォードが腎臓癌により38歳で他界。
11月、2度目の再結成を行うことが発表され、バックストリート・ボーイズのライブにサポートゲストとして登場、2014年にイギリスとアイルランドで5回の公演を開催。彼らはG-A-YとVフェスティバル。ブラットはインタビューで、グループは新しい素材を録音する予定はなく、「毎日が来たら、純粋な楽しみのためにそれをやっている」と述べた。

### 2016年
2月23日、11thシングル「One Strike」をリリース。
4月8日、4thアルバム「Red Flag」がリリースされるとUKアルバムチャートで3位を記録し、15年ぶりのヘッドラインツアーを発表。レッドフラッグツアーは、2016年10月を通じて英国の10都市を訪問し、ニューカッスル・アポン・タインで終わるノリッジ。[38]グループはツアーを明らかにしたセットリストには、彼らの成功したシングルとRed Flagのいくつかのトラックがすべて含まれるでしょう。
5月13日、12thシングル「This Is A War」をリリース。
10月7日、13thシングル「One Woman Man」をリリース。

### 2017年
3月19日、5枚目のスタジオアルバムのレコーディングを開始。

### 2018年
5月29日、グループは公式Instagramアカウントを通じて5枚目のアルバムを発表。
5月31日、14thシングル「Love Lasts Forever」をリリース。
7月26日、15thシングル「After All」をリリース。
7月27日、5thアルバム「 Testament」をリリースされ、レコードのリリースを記念して、グループは全国ツアーに乗り出した。

## ソロでの活動

### メラニー・ブラット
メラニー・ブラットは、グループが解散した直後の 2001年9月、アートフル・ドジャーのトラック「TwentyFourSeven」に参加し、この曲は全英シングルチャートで6位を記録した。2002年にはアウトサイダーズのシングル「I'm Leavin'」にボーカルで参加するも売上は低調に終わり、続く2003年に発表した3rdシングル「Do Me Wrong」が18位に終わると、レコード会社との契約は解除されソロ・アルバムを発表することができなかった。
2005年にブラットは音楽業界に復帰してシングル「See Me」を発表した。この曲は映画『ロボッツ』のサウンドトラックに収録された。その後アルバムの制作を始めたが、2006年にオール・セインツが再結成されたことで中断している。
メラニーはジャミロクワイのベーシストスチュアート・ゼンダーと結婚して娘をもうけたが、2006年に離婚した。

### ナタリー・アップルトンとニコール・アップルトン
ナタリーとニコールの姉妹は、デュオ・グループアップルトンを結成した。2002年9月にシングル「Fantasy」を発表するとこの曲は全英シングルチャートで2位を記録した。その翌月、彼女たちは自叙伝「Together」を発表した。2003年には2ndシングル「Don't Worry」は5位を、1stアルバム『Everything's Eventual』は全英アルバムチャートで9位を記録した。もう1枚シングルを発表した後、アップルトンは解散した。
ナタリーはプロディジーのリアム・ハウレットと、ニコールはオアシスのリアム・ギャラガーと結婚した。

### シャズネ・ルイス
シャズネ・ルイスは2004年にソロ・シングル「Never Felt Like This Before」を発表し、全英シングルチャートで8位を記録した。続いてソロ・アルバム『Open』を発表し、全英アルバムチャートで22位を記録した。また、2004年のバンド・エイド20に参加し、「ドゥ・ゼイ・ノウ・イッツ・クリスマス」の録音に参加している。

## ディスコグラフィ

### アルバム
- オール・セインツ - All Saints （1997年、全英2位[4]、全米40位[5]）
- セインツ&シナーズ - Saints & Sinners （2000年、全英1位[4]）
- Studio 1 （2006年、全英40位[4]）
- Red Flag（2016年、全英3位[6]）

### コンピレーション・アルバム
- The Remix Album （1998年）
- オール・ヒッツ - All Hits （2001年、全英18位[4]）
- Pure Shores: The Very Best of All Saints （2010年）

### シングル
- Silver Shadow （1995年）
- If You Wanna Party (I Found Lovin) （1995年）
- アイ・ノウ・ホエア・イッツ・アット - I Know Where It's At （1997年、全英4位[4]、全米36位[4]、全米4位[5]）
- アンダー・ザ・ブリッジ / レディ・マーマレイド - Under the Bridge / Lady Marmalade （1998年、全英1位[4]）
- ブーティー・コール - Bootie Call （1998年、全英1位[4]）
- ウォー・オブ・ナーヴス - War of Nerves （1998年、全英7位[4]）
- ピュア・ショアーズ - Pure Shores （2000年、全英1位[4]）
- ブラック・コーヒー - Black Coffee （2000年、全英1位[4]）
- オール・フックド・アップ - All Hooked Up （2001年、全英7位[4]）
- Rock Steady （2006年、全英3位[4]）
- Chick Fit （2007年）
- One Strike（2016年）
- This Is a War（2016年）